# Andrzej Krzycki

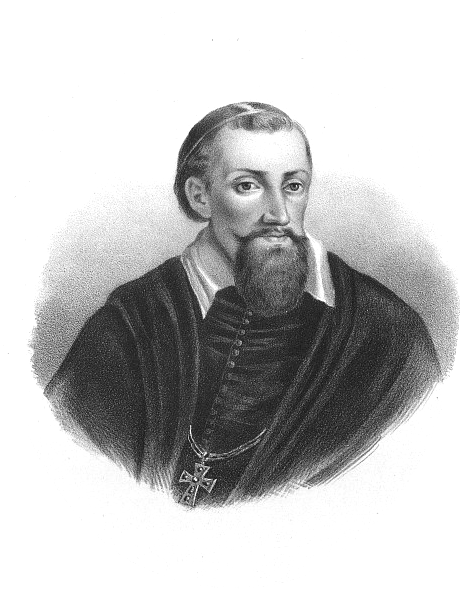
Primas Andrzej Krzycki

Andrzej Krzycki Herb Kotwitcz (* 7. Juli 1482 in Krzycko; † 10. Mai 1537 in Skierniewice) war der Erzbischof von Gniezno sowie Primas von Polen. Zudem wirkte er als Schriftsteller der Renaissance.

## Leben

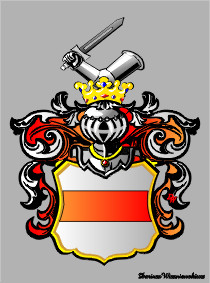
Wappen, das Primas Krzycki nutzte

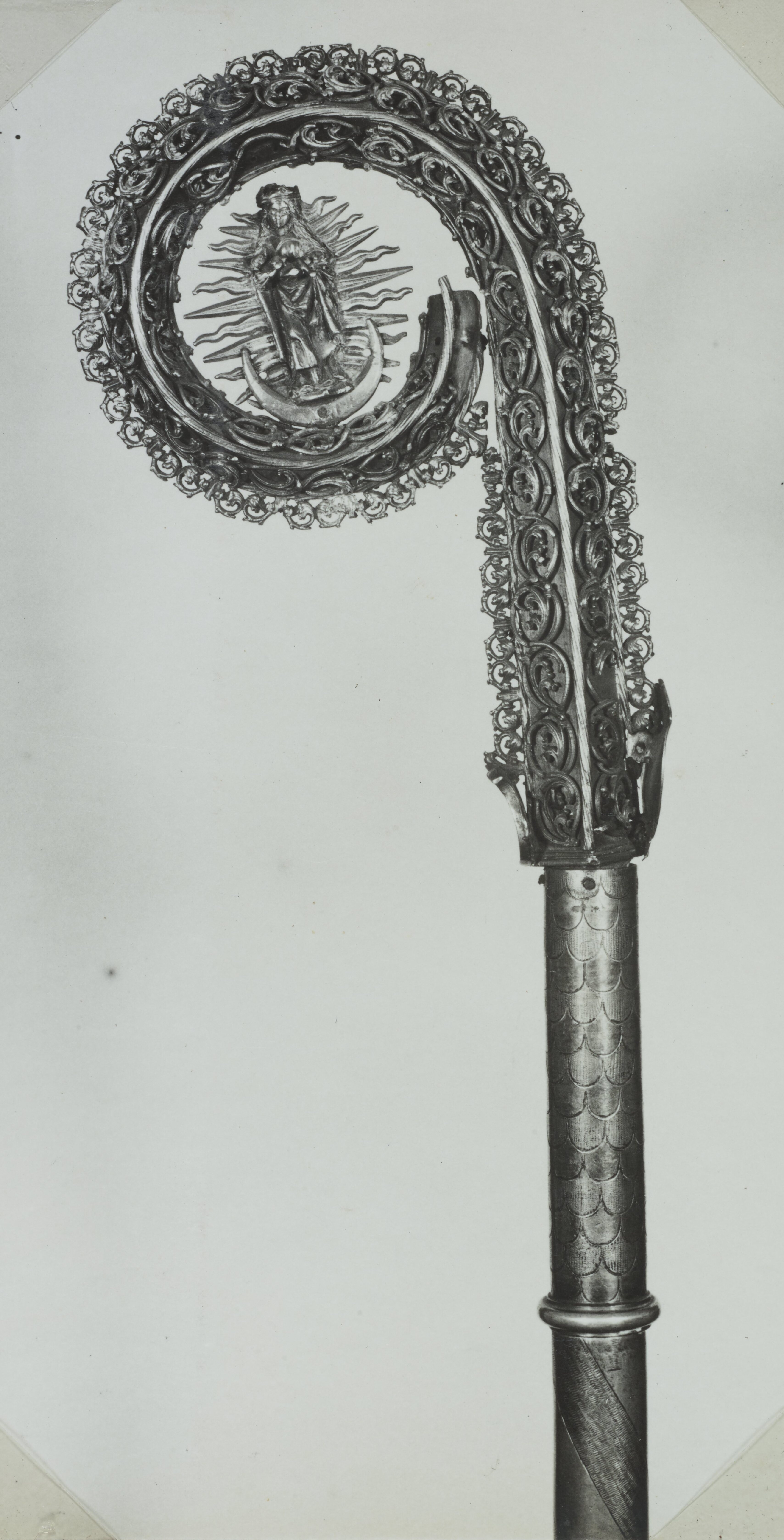
Bischofstab (Pastorale) von Andrzej Krzycki (Fotografie von 1937)

Er absolvierte seine Ausbildung an der Universität von Bologna, wo er unter bekannten Humanisten studierte und begann 1501 seine Laufbahn in der Kirchenhierarchie. Im Jahr 1512 heiratete Barbara Zápolya König Sigismund I., woraufhin Krzycki ihr einige Verse im Angedenken an die Hochzeit schrieb und noch im selben Jahr ihr Sekretär wurde.
Als der König den Sieg in der Schlacht bei Orscha davontrug, schrieb er wieder ein – vorgeblich von der Königin verfasstes – Gedicht und sendete es an ihren abwesenden Ehemann, nach dem Vorbild von Ovids Epistolae Heroidum. In einem Brief an Krzycki pries Erasmus von Rotterdam diese Verse außerordentlich.
Nach dem Tod Königin Barbaras setzte er seine Arbeit bei Hof als Kanzler im Haushalt der Bona Sforza, Sigismunds zweiter Frau, fort. Er übernahm verschiedene Ämter und es gelang ihm, ertragreiche Pfründen zu erhalten, wie etwa 1527 das Bistum Płock.
Der zu seiner Zeit um sich greifenden Reformation stand er ablehnend gegenüber und war für ihn Anlass, sein ernstestes Werk Religionis et Reipublicae quaerimonia zu verfassen. Als Albrecht von Brandenburg-Ansbach, Hochmeister des Deutschen Ordens, Lutheraner wurde und Sigismund I. ihn 1525 als seinen Vasall und Herzog von Preußen anerkannte, versuchte Krzycki das Vorgehen seines Souveräns in einem Brief an Baron Pulleon zu erklären und zu rechtfertigen.
Zuletzt bekleidete er das höchste kirchliche Amt Polens, das des Erzbischofs von Gniezno und damit das des Primas von Polen. Er wirkte auch als Förderer junger Talente wie im Falle Klemens Janickis. In seinem letzten Werk De Asia Dieta übte er Kritik an den polnischen Versammlungen und Tagungen seiner Zeit.